# Tormenta de verano (novela)
Tormenta de verano es una novela de Juan García Hortelano (1928-1992) publicada por primera vez en 1962  por la editorial española Seix Barral. Obtuvo el Premio Formentor ese mismo año. La novela comienza con el hallazgo del cadáver de una joven desnuda en la playa de una urbanización de lujo. Este hecho despierta en el protagonista una serie de reflexiones que lo lleva a replantearse su vida.

## Argumento
El cadáver mueve a la comunidad aburrida en un verano atípico con una serie de tormentas que impiden a los veraneantes su ritmo habitual de playa y pesca. El hecho de que los niños hayan encontrado el cuerpo provoca desasosiego en varios personajes que no saben cómo enfrentarse a la situación. La trama policíaca sirve de fondo para una descripción de  las vacías vidas de los burgueses vencedores de la guerra. Los protagonistas son cuatro parejas, la mayoría de las cuales se conocen desde antes de la construcción de la urbanización, y las personas con las que interaccionan. Los miembros de la "colonia" son burgueses acomodados para quienes los habitantes del pueblo son solo útiles como servicio. Como dice la esposa del protagonista

aquí tenemos que estar a bien con ellos, porque les necesitamos. El día menos pensado nos quedamos sin servicio.

## Personajes
- Javier: El protagonista, de 46 años, es un empresario de éxito[2] que lleva una vida burguesa con su esposa Dora y sus dos hijos Enrique y Dorita. Mantiene una relación desde por lo menos 7 años antes con Elena y en el transcurso de la novela empieza otra con Angus. Javier promovió la urbanización Velas Blancas a  solicitud de Elena, el resto de los veranenates se fueron incorporando al proyecto.
- Dora: esposa de Javier, con el que mantiene una relación tensa. Dora es una persona más convencional que Javier y se alinea con el tradicionalista Emilio
- Andrés: Primo de Javier y casado con Elena. Alcohólico a partir de una experiencia durante la Guerra Civil, en la que combatió junto a Javier
- Elena: Casada con Andrés al que tolera sus frecuentes borracheras. Tienen un hijo, Joaquín, que pasa mucho tiempo solo.
- Amadeo: socio de Javier en sus negocios, casado con Marta con quien tiene una hija, Martita.
- Claudette: persona sensible y próxima al protagonista, vive en Barcelona con Santiago sin estar casados. Son la única pareja sin hijos.
- Emilio: religioso y tradicional, tiene cuatro hijos (Asun, José, Leles y Mª Francisca) con Asunción. Es un personaje profundamente opuesto al protagonista y con el que tiene varios enfrentamientos.
- Angus: amante de Javier en un pueblo próximo a la urbanización. Persona más espontánea que la burguesía que frecuenta el protagonista.
- Margot/Maruja: la chica que aparece muerta en la playa.